# Маній Ацилій Глабріон (монетарій)
Маній Ацилій Глабріон (*Manius Acilius Glabrio, 82 до н. е. —після 44 до н. е.) — політичний та військовий діяч Римської республіки.

## Життєпис
Походив з роду нобілів Ациліїв. Син Манія Ацилія Глабріона та Емілії Скаври. Ще до його народження за наказом Луція Сулли його мати Емілія розлучилася з батьком Глабріона й вийшла заміж за Гнея Помпея. В його домі у 82 році до н. е. народився Марк, але при пологах померла його мати.
Завдяки підтримці Помпея зробив гарну кар'єру. Брав участь у війні проти піратів, перебуваючі серед контуберналіїв. У 55 році до н. е. стає монетарієм (відповідав за карбування монет). на цій посаді перебував до 49 року до н. е.
З початком громадянської війни між Гаєм Юлієм Цезарем та Гнеєм Помпеєм Великим підтримав першого. Брав участь у бойових діях цезаріанців при Діррахіумі. У 48 році до н. е. очолив залогу фортеці Орік в Епірі. У 46 році до н. е. очолив війська на Сицилії, надаючи допомогу Цезареві, який воював проти помпеянців у Африці. У 44 році до н. е. призначається намісником у провінції Ахайя. Про подальшу долю немає відомостей.